# Scina hawaiensis
Scina hawaiensis is een vlokreeftensoort uit de familie van de Scinidae. De wetenschappelijke naam van de soort is voor het eerst geldig gepubliceerd in 1979 door G. Brusca.